# Скотт, Джеймс (физик)
Джеймс Флойд Скотт (англ. James Floyd Scott; 4 мая 1942, Беверли, штат Нью-Джерси — 6 апреля 2020) — американский физик и директор по исследованиям в Кавендишской лаборатории Кембриджского университета. Считается одним из пионеров сегнетоэлектрических запоминающих устройств. Был избран в Лондонское королевское общество в 2008 году.

## Биография
- Учился в средней школе в Нью-Джерси.
- В 1963 году окончил Гарвардский университет.
- В 1966 году получил докторскую степень по физике в Университете штата Огайо в области молекулярной спектроскопии высокого разрешения.
- 6 лет проработал в исследовательской лаборатории квантовой электроники в Bell Laboratories, Нью-Джерси.
- В 1972 году был назначен профессором физики в университете Колорадо в Боулдере, где создал исследовательскую программу по исследованию сегнетоэлектриков с помощью лазерной спектроскопии. Именно здесь началась его новаторская работа над «интегрированными сегнетоэлектриками» — полупроводниковыми чипами, которые содержат тонкие сегнетоэлектрические запоминающие устройства.
- В 1984 году он стал соучредителем Корпорации Symmetrix[англ.] по разработке сегнетоэлектрического ОЗУ (FRAM), который лицензировал эту технологию для Matsushita.
- В 1992 году декан в Королевском технологическом институте Мельбурна
- В 1995 году декан в Университете Нового Южного Уэльса.
- В 1997 году работал приглашённым профессором в Иокогаме благодаря награде от SONY и в Германии после получения награды Гумбольдта за исследования.
- С 1999 года, когда он ушёл из Symetrix, он был профессором ферроиков в Кембриджском университете, где его исследования были сосредоточены на многоэлементных магнитоэлектриках и нанометрических методах.[4]

## Награды
В 2008 году он был награждён золотой медалью Общества материаловедения и словенской золотой медалью Йожефа Стефана в 2009 году.
Он являлся членом Американского физического общества с 1974 года, членом Лондонского королевского общества с 2008 года и членом Словенской академии наук и искусств с 2011 года.
В 2014 году он был включён в список Thomson Reuters как один из самых цитируемых физиков .
В 2016 году награждён золотой медалью ЮНЕСКО «За вклад в развитие нанонауки и нанотехнологий».

## Избранные публикации
- Scott J.F. Ferroelectric memories (англ.). — Springer, 2000. — ISBN 3-540-66387-8.
- Fleury P.A., Scott J.F., Worlock J.M. Soft phonon modes and the 110°K phase transition in SrTiO3 // Physical Review Letters. — 1968. — Vol. 21. — P. 16-19. — doi:10.1103/PhysRevLett.21.16.
- Scott J.F. Soft-mode spectroscopy: Experimental studies of structural phase transitions // Reviews of Modern Physics. — 1974. — Vol. 46. — P. 83-128. — doi:10.1103/RevModPhys.46.83.
- Scott J.F., Paz De Araujo C.A. Ferroelectric memories // Science. — 1989. — Vol. 246. — P. 1400-1405. — doi:10.1126/science.246.4936.1400.
- De Araujo C.A.-P., Cuchiaro J.D., McMillan D.L., Scott M.C., Scott J.F. Fatigue-free ferroelectric capacitors with platinum electrodes // Nature. — 1995. — Vol. 374. — P. 627-629. — doi:10.1038/374627a0.
- Auciello O., Scott J.F., Ramesh R. The physics of ferroelectric memories // Physics Today. — 1998. — Vol. 51, № 7. — P. 22-27. — doi:10.1063/1.882324.
- Dawber M., Rabe K.M., Scott J.F. Physics of thin-film ferroelectric oxides // Reviews of Modern Physics. — 2005. — Vol. 77. — P. 1083-1130. — doi:10.1103/RevModPhys.77.1083.
- Eerenstein W., Mathur N.D., Scott J.F. Multiferroic and magnetoelectric materials // Nature. — 2006. — Vol. 442. — P. 759-765. — doi:10.1038/nature05023.
- Scott J.F. Data storage: Multiferroic memories // Nature Materials. — 2007. — Vol. 6. — P. 256-257. — doi:10.1038/nmat1868.
- Scott J.F. Applications of modern ferroelectrics // Science. — 2007. — Vol. 315. — P. 954-959. — doi:10.1126/science.1129564.
- Catalan G., Scott J.F. Physics and applications of bismuth ferrite // Advanced Materials. — 2009. — Vol. 21. — P. 2463-2485. — doi:10.1002/adma.200802849.
- Catalan G., Seidel J., Ramesh R., Scott J.F. Domain wall nanoelectronics // Reviews of Modern Physics. — 2012. — Vol. 84. — P. 119-156. — doi:10.1103/RevModPhys.84.119.